# 岩城隆韶
岩城 隆韶（いわき たかつぐ）は、江戸時代中期の大名。出羽国亀田藩5代藩主。

## 生涯
宝永5年（1708年）、陸奥国仙台藩一門第七席宮床伊達家3代当主・伊達村興（仙台藩5代藩主・伊達吉村の弟）の次男として生まれる。
享保3年（1718年）12月7日、出羽亀田藩4代藩主・岩城秀隆の末期養子として家督を継ぎ、12月15日には江戸幕府8代将軍・徳川吉宗に御目見する。享保6年（1721年）12月18日、従五位下・但馬守に叙位・任官する。享保9年（1724年）2月16日、河内守に遷任した。享保13年（1728年）、公家衆御馳走役を務める。享保15年（1730年）、駿府加番に任じられる。元文3年（1738年）7月15日、隆韶に改名する。
隆韶は朱子学を室鳩巣に学び、山宮維深（雪楼）を侍講として招いた。また文化人として国学や和歌、書道に優れ、亀田藩学の基礎を作り上げた。
延享2年（1745年）8月29日、亀田で死去した。享年38。伊達家一門の岩谷堂伊達家出身の隆恭が跡を継いだ。

## 系譜
父母
- 伊達村興（実父）
- 三沢宗直の娘（実母）
- 小梁川宗永（養父）
- 岩城秀隆（養父）

正室
- 負正院寿法栄心 - 津軽信寿の娘

子女
- 男子

養子
- 岩城隆恭 - 伊達村望の子